# Silvanus unidentatus
Silvanus unidentatus es una especie de coleóptero de la familia Silvanidae. Mide 2.4-2.8 mm. Es una especie paleártica que ha sido  introduica en Norteamérica y en Chile. La larva vive bajo la corteza de árboles. Se cree que tal vez se alimenta de larvas de otros insectos.